# Pawieł Piegow
Pawieł Gieorgijewicz Piegow (ros. Павел Георгиевич Пегов; ur. 29 listopada 1956 w Ułan Ude) – rosyjski panczenista reprezentujący Związek Radziecki, srebrny medalista mistrzostw świata.

## Kariera
Największy sukces w karierze Pawieł Piegow wywalczył w 1983 roku, kiedy zdobył srebrny medal podczas mistrzostw świata w wieloboju sprinterskim w Helsinkach. W zawodach tych rozdzielił na podium Japończyka Akirę Kuroiwę oraz Hilberta van der Duima z Holandii. Był to jednak jedyny medal wywalczony przez niego na międzynarodowej imprezie tej rangi oraz jedyny start na mistrzostwach świata. W 1984 roku brał udział w igrzyskach olimpijskich w Lake Placid, gdzie w swoim jedynym starcie, biegu na 1000 m, zajął dwunaste miejsce. W 1985 roku zakończył karierę.
W 1983 roku w Medeo ustanowił cztery rekordy świata.